# Девід Духовни
Де́від Ві́льям Духо́вни або Духо́вний (англ. David William Duchovny; нар. 7 серпня 1960, Нью-Йорк) — американський кіноактор та письменник-фантаст. Як актор найбільш відомий як виконавець ролей агента Фокса Малдера («Секретні матеріали») та Генка Муді («Секс і Каліфорнія»).
25 січня 2016 року Девід Духовни був удостоєний іменної зірки на Голлівудській алеї слави.

## Життєпис
Народився в Нью-Йорку, в сім'ї Маргарет Духовни (уроджена Міллер) та Амрама Духовни. Мати працювала адміністратором школи і вчителем. Батько — Амрам Дуковни (Ducovny) письменник і публіцист, нащадок емігрантів, який працював для американського єврейського комітету. Амрам Дуковни — єврей, що народився у Брукліні, Нью-Йорк; мати лютеранка з Абердина, Шотландія.
Амрам змінив своє прізвище викинувши літеру «h», щоб уникнути неправильної вимови, з якою він зіткнувся під час служби в армії.
Дід Мойше Духовний (1901—1960), емігрант із Бердичева (сучасна Житомирська обл.) у 1918 році був письменником і журналістом газети «Морґн-журнал» (מאָרגן-זשורנאַל) у Нью-Йорку. Бабуся Юлія — емігрантка з території сучасної Польщі.
Девід навчався у Принстонському та Єльському університетах. Знає французьку, латинську мови та іврит.
Залишаючи Єльський університет, Девід перебуває у статусі «Все крім дисертації» (All But Dissertation), яка станом на 2013 р. є не захищеною. Тема дослідження: «Магія і технологія у сучасній поезії та прозі». Попри це актор входить до списку 10 найрозумніших зірок Голлівуду.
Популярність актор здобув, знявшись у телесеріалі «Секретні матеріали» (1993–2002).
Крім кіно, Девід Духовни захоплюється літературною творчістю, пише романи. Серед його робіт Holy Cow: A Modern-Day Dairy Tale (2015), Bucky F*cking Dent (2016; український переклад вийшов у видавництві «Рідна Мова») та Miss Subways (2018).

### Особисте життя
6 травня 1997 р. Девід Духовни одружився з актрисою Теа Леоні. У них народилося двоє дітей: дочка Маделейн Вест Духовни (квітень 1999 р.) і син Кід Міллер Духовни (червень 2002 р.). Сім'я мешкала у Малібу, Каліфорнія. На одинадцятому році подружнього життя, у 2008 р., подружжя розлучається, а Девід публічно зізнається у своїй сексуальній залежності (англ. Sexual addiction). Він пройшов курс лікування у клініці відповідного профілю. Через пів року, у січні 2009 пара оголошує про відновлення стосунків. Аналогічний за своїм розвитком розрив та об'єднання назад Девіда і Теа відбулися у червні-липні 2011 р.. Станом на вересень 2013 р. Девід і Теа живуть у Нью-Йорку нарізно, кожен придбав собі окрему квартиру. 10 серпня 2014 р. стає відомо, що Девід Духовни та Теа Леоні офіційно розлучилися.
Духовни — колишній вегетаріанець, а з 2007 року — пескетаріанець (харчування включає рослинну їжу, молоко та молочні продукти, яйця, рибу та морепродукти).

## Підтримка України
4 квітня 2014 Девід Духовни у Твіттері назвав себе українцем:
|  | Я виріс, думаючи, що я росіянин, але тільки зараз зрозумів, що завжди був українцем. Ніколи не пізно змінитися. Оригінальний текст (англ.) I grew up thinking I was Russian only to find recently that I've been Ukrainian all along. Never too late to change. |

У 2024 році Девід Духовни озвучив американський документальний фільм про український ресторан Veselka («Веселка») у Нью-Йорку. Сам Духовни виріс у безпосередній близькості від ресторану, розташованого в мангеттенському районі «Маленька Україна».

## Фільмографія

### Актор
| Рік       |    | Українська назва                                            | Оригінальна назва                            | Роль                     |
| --------- | -- | ----------------------------------------------------------- | -------------------------------------------- | ------------------------ |
| 1988      | ф  | Ділова дівчина                                              | Working Girl                                 | приятель Тесс на вечірці |
| 1989      | ф  | Новорічний вечір                                            | New Year's Day                               | Біллі                    |
| 1990      | ф  | Заперечення                                                 | Denial                                       | Джон                     |
| 1990      | ф  | Поганий вплив                                               | Bad Influence                                | чоловік в окулярах       |
| 1990      | ф  | У Джулії двоє коханців                                      | Julia Has Two Lovers                         | Деніел                   |
| 1990—1991 | с  | Твін Пікс                                                   | Twin Peaks                                   | агент Деніз Брайсон      |
| 1991      | ф  | Ні слова мамі про смерть няні                               | Don't Tell Mom the Babysitter's Dead         | Брюс                     |
| 1991      | ф  | Вознесіння                                                  | The Rapture                                  | Ренді                    |
| 1992      | ф  | Рубі                                                        | Ruby                                         | офіцер Тіппіт            |
| 1992      | ф  | Бетховен                                                    | Beethoven                                    | Бред                     |
| 1992      | ф  | Венеція / Венеція                                           | Venice/Venice                                | Ділан                    |
| 1992      | ф  | Чаплін                                                      | Chaplin                                      | Роланд Тотеро            |
| 1992      | тф | Викрасти дитину                                             | Baby Snatcher                                | Девід Андерсон           |
| 1992      | тф | Щоденники Червоної Туфельки                                 | Red Shoe Diaries                             | Джейк Вінтерс            |
| 1992—1996 | с  | Щоденники Червоної Туфельки                                 | Red Shoe Diaries                             | Джейк Вінтерс            |
| 1993      | в  | Щоденники Червоної Туфельки 2: Подвійна зухвалість          | Red Shoe Diaries 2: Double Dare              | Джейк Вінтерс            |
| 1993      | в  | Щоденники Червоної Туфельки 3: губна помада іншої жінки     | Red Shoe Diaries 3: Another Woman's Lipstick | Джейк Вінтерс            |
| 1993      | ф  | Каліфорнія                                                  | Kalifornia                                   | Брайан Кеслер            |
| 1993—2002 | с  | Цілком таємно                                               | The X Files                                  | Фокс Малдер              |
| 1994      | в  | Щоденники Червоної Туфельки 4: Автоеротика                  | Red Shoe Diaries 4: Auto Erotica             | Джейк Вінтерс            |
| 1995      | в  | Щоденники Червоної Туфельки 5: Пропуск на вихідні           | Red Shoe Diaries 5: Weekend Pass             | Джейк Вінтерс            |
| 1995—1998 | с  | Шоу Ларрі Сандерса                                          | The Larry Sanders Show                       | Девід Духовни            |
| 1995      | мс | Кіт Ік                                                      | Eek! the Cat                                 | агент Малдер             |
| 1996      | мс | Дакмен                                                      | Duckman: Private Dick/Family Man             | Річард                   |
| 1996      | с  | Космос: Далекі куточки                                      | Space: Above and Beyond                      | Гарний Елвін             |
| 1996      | с  | Фрейзер                                                     | Frasier                                      | Том                      |
| 1996      | в  | Щоденники Червоної Туфельки 6: Як я зустріла свого чоловіка | Red Shoe Diaries 6: How I Met My Husband     | Джейк Вінтерс            |
| 1996      | в  | Щоденники Червоної Туфельки 9: Повільний поїзд              | Red Shoe Diaries 9: Slow Train               | Джейк Вінтерс            |
| 1996      | в  | Щоденники Червоної Туфельки 13: Четверо на підлозі          | Red Shoe Diaries 13: Four on the Floor       | Джейк Вінтерс            |
| 1997      | в  | Щоденники Червоної Туфельки 7: Викрадення                   | Red Shoe Diaries 7: Burning Up               | Джейк Вінтерс            |
| 1997      | в  | Щоденники Червоної Туфельки 8: Ніч розставання              | Red Shoe Diaries 8: Night of Abandon         | Джейк Вінтерс            |
| 1997      | в  | Щоденники Червоної Туфельки 16: Храм плоті                  | Red Shoe Diaries 16: Temple of Flesh         | Джейк Вінтерс            |
| 1997      | с  | Тисячоліття                                                 | Millennium                                   | Боббі Вінгуд             |
| 1997      | мс | Сімпсони                                                    | The Simpsons                                 | Фокс Малдер              |
| 1997      | ф  | Зображаючи Бога                                             | Playing God                                  | доктор Юджин Сендс       |
| 1998      | ф  | Цілком таємно                                               | The X Files                                  | агент ФБР Фокс Малдер    |
| 1998      | вг | The X Files Game                                            | The X Files Game                             | Фокс Малдер              |
| 2000      | ф  | Повернись до мене                                           | Return to Me                                 | Боб Руланд               |
| 2000      | в  | Щоденники Червоної Туфельки 18: Гра                         | Red Shoe Diaries 18: The Game                | Джейк Вінтерс            |
| 2000      | в  | Щоденники Червоної Туфельки 12: Дівчина на велосипеді       | Red Shoe Diaries 12: Girl on a Bike          | Джейк Вінтерс            |
| 2000      | в  | Щоденники Червоної Туфельки 14: Солодка Лола                | Red Shoe Diaries 14: Luscious Lola           | Джейк Вінтерс            |
| 2001      | в  | Щоденники Червоної Туфельки 17: Купання голяка              | Red Shoe Diaries 17: Swimming Naked          | Джейк Вінтерс            |
| 2001      | с  | Самотні стрільці                                            | The Lone Gunmen                              | Фокс Малдер              |
| 2001      | ф  | Еволюція                                                    | Evolution                                    | доктор Айра Кейн         |
| 2001      | ф  | Зразковий самець                                            | Zoolander                                    | Джей Пі Превіт           |
| 2002      | ф  | У всій красі                                                | Full Frontal                                 | Гас                      |
| 2002      | в  | Щоденники Червоної Туфельки 15: Заборонена зона             | Red Shoe Diaries 15: Forbidden Zone          | Джейк Вінтерс            |
| 2002      | с  | Життя з Бонні                                               | Life with Bonnie                             | Джонні Вулкано           |
| 2003      | с  | Секс і Місто                                                | Sex and the City                             | Джеремі                  |
| 2003      | вг | XIII                                                        | XIII                                         | XIII                     |
| 2004      | ф  | У шоу тільки дівчата                                        | Connie and Carla                             | Джеф                     |
| 2004      | ф  | Таємниці минулого                                           | House of D                                   | Том Воршоу               |
| 2004      | вг | The X Files: Resist or Serve                                | The X Files: Resist or Serve                 | Фокс Малдер              |
| 2005      | вг | Area 51                                                     | Area 51                                      | Етан Коул                |
| 2005      | ф  | Довірся чоловікові                                          | Trust the Man                                | Том Поллак               |
| 2006      | ф  | Телевізор                                                   | The TV Set                                   | Марк Кляйн               |
| 2006      | мф | Дивна качка                                                 | Queer Duck: The Movie                        | Крихітка Ісус            |
| 2007      | ф  | Те, що ми втратили                                          | Things We Lost in the Fire                   | Браян Бюрк               |
| 2007      | ф  | Секрет                                                      | Si j'étais toi                               | доктор Бенджамін Марріс  |
| 2007—2014 | с  | Секс і Каліфорнія                                           | Californication                              | Генк Муді                |
| 2008      | ф  | Секретні матеріали: Хочу вірити                             | The X-Files: I Want to believe               | Фокс Малдер              |
| 2009      | ф  | Сімейка Джонсів                                             | The Joneses                                  | Стів Джонс               |
| 2012      | ф  | Кози                                                        | Goats                                        | Козопас                  |
| 2013      | ф  | Фантом                                                      | Phantom                                      | Бруні                    |
| 2013      | ф  | Голосніше слів                                              | Louder Than Words                            | Джон Фарері              |
| 2015—2016 | с  | Водолій                                                     | Aquarius                                     | Сем Годіак               |
| 2016      | с  | Все на краще                                                | Better Things                                | Девід Духовни            |
| 2017      | с  | Твін Пікс: Повернення                                       | Twin Peaks: The Return                       | Деніс Брайсон            |
| 2016—2018 | с  | Цілком таємно                                               | X-Files                                      | Фокс Малдер              |
| 2022      | ф  | Боротьба за спадок                                          | The Estate                                   | Річард                   |
| 2023      | ф  | Кладовище домашніх тварин: Криваві сліди                    | Pet Sematary: Bloodlines                     | Білл Батерман            |
| 2024      | с  | Симпатик                                                    | The Sympathizer                              | Райан Гленн (3 епізоди)  |

### Режисер, продюсер, сценарист
| Рік       |   | Українська назва  | Оригінальна назва                | Роль                         |
| --------- | - | ----------------- | -------------------------------- | ---------------------------- |
| 1998      | с | Доктор Кац        | Dr. Katz, Professional Therapist | сценарист                    |
| 1999—2002 | с | Цілком таємно     | The X Files                      | режисер, сценарист           |
| 2004      | ф | Таємниці минулого | House of D                       | режисер, сценарист           |
| 2006      | с | Кістки            | Bones                            | режисер                      |
| 2008—2014 | с | Секс і Каліфорнія | Californication                  | режисер, виконавчий продюсер |
| 2015      | с | Водолій           | Aquarius                         | виконавчий продюсер          |

## Інтернет-ресурси
- Девід Духовни на сайті IMDb (англ.)
- www.duchovny.net [Архівовано 16 липня 2006 у Wayback Machine.]
- Extended Interview with David Duchovny: on The X-Files and Writing/Directing the Episodes «The Unnatural» and «Hollywood A.D.», Cinefantastique, April 2002.
- Washington Post Interview with David Duchovny, April 2007 David Duchovny and the Drama of Television [Архівовано 10 листопада 2012 у Wayback Machine.]
- The Truth About David Duchovny: An Interview by Gillian Anderson, USAWeekend.com, May 26, 2000